# スウェーデン語の文法
この記事ではスウェーデン語の文法を解説する。
スウェーデン語は古ノルド語を起源としている。古ノルド語と比較すると、スウェーデン語はさほど語形変化が著しくはない。現代スウェーデン語には2つの性があり、人称や数に基づく動詞の活用は最早存在しなくなっている。古ノルド語で文法上の主語と目的語を示していた主格と対格の形態上の区別は失われ、格に代わり語順によって示されるようになっている。名詞、形容詞、動詞には若干の語尾変化が用いられる。概して、V2語順のSVO型（主語・動詞・目的語）言語である。

## 名詞
名詞は文法性として共性（両性）また中性の2つの区別を持ち、形容詞が名詞を修飾するときは、名詞の文法性にあわせて形を変える。共性名詞は、男性名詞と女性名詞の区別がなくなり合流したもので、古くは文法性は男性・女性・中性の3つがあった。現在も男性と女性の区別は古風な言い回しや方言や一部の表現に残る。また共性と中性のどちらかに定まっていない名詞もある。 
名詞は格の区別を持たず、日本語で「～の」というところでは-sを名詞につける。古くはドイツ語のように名詞に主格・属格・与格・対格の4つの区別があったが、現在は対格と与格が失われている。代名詞おいては加えて目的格（与格形に由来する）があり、主格・所有格・目的格の3つの区別がある。

### 名詞の複数形
名詞に単数形と複数形の区別があり、複数形の作り方によって5種類（-or, -ar, -er, -n,無変化）に分けられる。
- 共性名詞で単数形が-aで終わるものは、語尾の-aを-orに入れかえる（例：flicka (少女)／flickor. ）一部の語では単数形で-aを持たないが、複数形では-orをつける。（våg (波)／ vågor,ros (バラ)／rosor).

- 共性名詞で単数形が-a以外で終わるものは、語尾に-ar,-er,-rのどれかをとる。複数形にどの語尾をとるかは、単純な規則を立てにくい。（例：växt (植物)／ växter; lök (玉ねぎ)／lökar） -eまた-ingで終わるものはおおよそ複数形に-arをとり、 -areまた-ikerで終わるものは無変化であり、 -é, -else, -het, -(n)ad,-orで終わるものは複数形に-erをとる。 母音で終わるものは-rをとる。-anで終わるものは無変化である。 フランス語からの借用語などであって強勢が語末におかれる名詞では-erを取る。
- 中性名詞で単数形が母音で終わるものは、複数形はその末尾の母音の後に-nを加える。（例：äpple (リンゴ)／äpplen）
- 中性名詞で単数形が子音で終わるものは、無変化である（例：barn (子ども) ／barn）

一部の語では上のような規則によらない複数形を用いる。
- faktum（事実）／fakta（ラテン語からの借用語の中にはスウェーデン語の複数形によらずラテン語の複数形を用いるものがある）
- mus (ねずみ)／ möss（ウムラウトを起こす）

### 冠詞と名詞の定形
スウェーデン語では、たとえば英語で「定冠詞」と呼ばれているものに似た働きをする語はあるが、それは独立した語ではなく、名詞の後ろにつける接辞である。この接辞は共性名詞単数では-enまた-n,中性名詞複数では-etまたはtという形をとる(例：flaskan （ビン） brevet)。複数形につくときは文法性でなく複数形の語尾によってそれぞれ-na,-a,-enなどがつく（例：flaskorna（ビン）,breven (手紙)）。名詞にこの接辞のついた形を定形といい、つかない形を不定形という。
一方不定冠詞は英語と同様に単数形の名詞とのみ用い、名詞の前におかれる。共性名詞にはen,中性名詞にはettという形をとる。
形容詞が名詞の前にあって名詞を修飾し、かつ名詞を定形にする場合、-en,-etをつけるだけでなく、形容詞の前にさらにden（共性単数）det（中性単数） de（共中複数）をつけなければならない。（den nya flaskan（新しいビン）、 det nya brevet (新しい手紙), de nya flaskorna (新しいビン)）där (そこ) とhär (ここ)が形容詞的に用いられて名詞を修飾するときも同様である。（den här flaskan (このビン), det där brevet (その手紙).
所有の-sがつかず不定形である単数形の名詞は、スウェーデン語に格の区別があるわけではないが、「主格形」と呼ばれることもある。

### 所有形
所有形を作るには名詞に-sをつける。-sで終わる名詞の場合は、無変化とし、-sをつけない。（例：hus (家) ／hus（家の）） この所有形の-sは、英語の-'sと軌を一にし、名詞の後ろに前置詞句や分詞句や関係節による修飾をともなう場合、その修飾している語句の最後の語につけることができる（Mannen som står därbortas hatt：そこに立っている男の帽子）。-sは属格に由来するが、この表現をもって現在の-sは格語尾ではないとみなされている。

### 名詞の語形変化の例
'第一変化: -or (共性)
|        | 単数             | 複数      |
| ------ | ---------------- | --------- |
| 不定形 | (en) flaska ビン | flaskor   |
| 定形   | flaskan          | flaskorna |

'第二変化': -ar (共性)
|        | 単数           | 複数     |
| ------ | -------------- | -------- |
| 不定形 | (en) stol イス | stolar   |
| 定形   | stolen         | stolarna |

|        | 単数            | 複数     |
| ------ | --------------- | -------- |
| 不定形 | (en) gubbe 老夫 | gubbar   |
| 定形   | gubben          | gubbarna |

'第三変化': -er, -r (多くは共性、一部に中性)
|        | 単数              | 複数    |
| ------ | ----------------- | ------- |
| 不定形 | (en) sak ことがら | saker   |
| 定形   | saken             | sakerna |

|        | 単数                      | 複数       |
| ------ | ------------------------- | ---------- |
| 不定形 | (en) bakelse パイ、タルト | bakelser   |
| 定形   | bakelsen                  | bakelserna |

|        | 単数             | 複数      |
| ------ | ---------------- | --------- |
| 不定形 | (ett) parti 政党 | partier   |
| 定形   | partiet          | partierna |

研究者によっては-rを-erと異なる独立した複数形とすることもあるが、伝統的に-erの亜種とみなされている。
'第四変化': -n (中性) 
|        | 単数              | 複数     |
| ------ | ----------------- | -------- |
| 不定形 | (ett) hjärta 心臓 | hjärtan  |
| 定形   | hjärtat           | hjärtana |

'第五変化': unmarked plural (母音で終わっていない中性の名詞、特定の接尾辞を持つ共性の語がここに入る)
|        | 単数          | 複数   |
| ------ | ------------- | ------ |
| 不定形 | (ett) horn 角 | horn   |
| 定形   | hornet        | hornen |

|        | 単数                 | 複数          |
| ------ | -------------------- | ------------- |
| 不定形 | (en) bagare パン職人 | bagare bakers |
| 定形   | bagaren              | bagarna       |

|        | 単数                 | 複数           |
| ------ | -------------------- | -------------- |
| 不定形 | (en) indier インド人 | indier Indians |
| 定形   | indiern              | indierna       |

## 代名詞
スウェーデン語の代名詞は人称・数・格によって変化する。名詞では格変化は失われているが代名詞では目的格を持ち、主格・所有格・目的格の3つの区別がある点は英語に似ている。三人称には再帰代名詞としてsigがあり、また二人称には親称duと敬称niの2つの語を持つ。三人称は単数と複数で語形の区別が異なり、単数形は人と人以外で語形が異なるが、複数形は一種類になっている。
| 単数     | 単数      | 単数        | 単数                 | 複数       | 複数       | 複数        | 複数                 |
| 格・人称 | 主格      | 目的格      | 所有格               | 格・人称   | 主格       | 目的格      | 所有格               |
| -------- | --------- | ----------- | -------------------- | ---------- | ---------- | ----------- | -------------------- |
| 1単      | jag (I)   | mig (me)    | min/mitt/mina1 (my)  | 1複        | vi (we)    | oss (us)    | vår/vårt/våra1 (our) |
| 2単親    | du (thou) | dig (thee)  | din/ditt/dina1 (thy) | 2複、2単敬 | ni (you)   | er (you)    | er/ert/era1 (your)   |
| 3単人男  | han (he)  | honom (him) | hans (his)           | 3p         | de² (they) | dem² (them) | deras (their)        |
| 3単人女  | hon (she) | henne (her) | hennes (her)         | 3p         | de² (they) | dem² (them) | deras (their)        |
| 3単物共  | den (it)  | den (it)    | dess (its)           | 3p         | de² (they) | dem² (them) | deras (their)        |
| 3単物中  | det (it)  | det (it)    | dess (its)           | 3p         | de² (they) | dem² (them) | deras (their)        |
| '(再帰)' | -         | sig         | sin/sitt/sina1       | (再帰)     | -          | sig         | sin/sitt/sina1       |

1これらの所有代名詞は形容詞と同様に所有されるものの性・数に一致して語尾変化する。その他の所有代名詞は所有されるものに影響を受けない属格代名詞である。
²de (they) とdem (them)は、口語ではよく"dom" (/dɔm/)と発音され、"dom"と書かれることもある。方言（特にフィンランドの方言）によってはこの二つはまだ区別があり、deは一般に/di/と発音される。 mig, dig, sigは/mɛj/, /dɛj/, /sɛj/と発音され、くだけたつづりとして、"mej", "dej", "sej"がある。

## 形容詞
形容詞は修飾する名詞の性・数・定不定によって語形を変える。

### 強変化
名詞が単数不定形で共性の場合は、原形のままであり、単数不定形で中性の場合は末尾に-tをつける。 複数不定形の場合は、性に関係なく-aをつける。
|      | 単数                             | 複数           |
| ---- | -------------------------------- | -------------- |
| 共性 | en stor björn, 大きなクマ        | stora björnar, |
| 中性 | ett stort lodjur, 大きなヤマネコ | stora lodjur   |

標準語では、形容詞がärの補語になる場合にその形容詞は強変化を行う。方言ではärの補語になる場合このような語形変化がないところもある。

### 弱変化
定形の名詞では、それを修飾する形容詞は弱変化をとる。名詞の文法性と数に関係なく全て-aをつける。
|      | 単数                          | 複数                               |
| ---- | ----------------------------- | ---------------------------------- |
| 共性 | den stora björnen, 大きなクマ | de stora björnarna, 大きなヤマネコ |
| 中性 | det stora lodjuret,           | de stora lodjuren                  |

この例外は自然性が男性の名詞で、単数形において形容詞の語尾に-eをとってもよい:

## 形容詞の比較級・最上級
形容詞は多く語尾に-areをつけると比較級に、-astをつけると最上級になる。最上級の形容詞が定型の名詞を修飾するときには、名詞の人称と数に関係なく、-astのうしろにさらに-eをともなう（den billigaste bilen (その一番安い車)）。

## 数詞

### 基数
0～12までの基数は以下のようにいう。
| 0    | 1      | 2   | 3   | 4    | 5   | 6   | 7   | 8    | 9   | 10  | 11   | 12   |
| noll | en/ett | två | tre | fyra | fem | sex | sju | åtta | nio | tio | elva | tolv |

数詞の1は修飾する名詞の性によって2つの形(en/ett)をとる。 不定冠詞のen/ettは数詞の1の文法化したものであり、数詞の1と不定冠詞は同じ語形変化をする。
13～19は以下のようにいう。
| 13      | 14      | 15     | 16     | 17      | 18              | 19     |
| tretton | fjorton | femton | sexton | sjutton | arton (aderton) | nitton |

adertonは標準語では古めかしい語形として、詩や公文書に用いられる。一方フィンランド方言をはじめ多くの方言では普通の形である。
20～100、また1000は以下のようにいう。
| 20    | 30      | 40     | 50     | 60     | 70      | 80    | 90     | 100          | 1000        |
| tjugo | trettio | fyrtio | femtio | sextio | sjuttio | åttio | nittio | (ett) hundra | (ett) tusen |

20から90までの数が、下の数をともなうとき、末尾の-oを落とさず複合した形と、落として複合した形の2つがある。例えば32は trettiotvå としてもよいし、trettitvå としてもよい。
数詞はつづりと異なる不規則な読み方をするものがある。nio (9)とtio (10) とtjugo (20)の末尾の-oは、よく/-e/と読まれる。北部方言の一部では同じく /-u/,と読み、中部方言の一部では /-i/と読む。また口語ではtjugoが下の数と複合するとき-goを落とし、例えばtjugosju(27)は/tjusju/と読まれる。-ioで終わる数詞 (trettio, fyrtioなど) の末尾の-oはよく落として読まれる。fyrtio (40) のyは/ö/と読まれる。

hundra (100) とtusen (1000) はett(1)をつけてもよいし、つけなくてもよいが、他の数と複合するときは通常ettを必要とする。
4ケタ以上の数は以下のようにいう:
| 10 000        | tiotusen              |
| 100 000       | hundratusen           |
| 1 000 000     | en miljon             |
| 10 000 000    | tio miljoner          |
| 100 000 000   | (ett) hundra miljoner |
| 1 000 000 000 | en miljard ¹          |

¹ Swedish uses the long scale for large numbers.
miljon,miljardなどの語は文法上は名詞として扱われ、複数形として-erをとる。 
数詞が算用数字で書かれる場合には3ケタごとにスペースをあけて書く。
|           | Written form | In components (do not use in written Swedish)                    |
| --------- | --- | ---------------------------------------------------------------- |
| 21        | tjugoett | (tjugo-ett)                                                      |
| 147       | etthundrafyrtisju etthundrafyrtiosju                                                                            | (ett-hundra-fyrtio-sju)                                          |
| 1 975     | ettusen niohundrasjuttifem ettusen niohundrasjuttiofem                                                          | (ett-tusen nio-hundra-sjuttio-fem)                               |
| 10 874    | tiotusen åttahundrasjuttifyra tiotusen åttahundrasjuttiofyra                                                    | (tio-tusen åtta-hundra-sjuttio-fyra)                             |
| 100 557   | etthundratusen femhundrafemtisju etthundratusen femhundrafemtiosju                                              | (ett-hundra-tusen fem-hundra-femtio-sju)                         |
| 1 378 971 | en miljon trehundrasjuttiåtta tusen niohundrasjuttiett en miljon trehundrasjuttioåtta tusen niohundrasjuttioett | (en miljon tre-hundra-sjuttio-åtta tusen nio-hundra-sjuttio-ett) |

スウェーデン語では小数点としてコンマ "," (komma）を用い、"."は用いない。小数点以下のケタは、日本語と同様に数字を個別に読む。小数点以下のケタが2つだけの場合にはその部分を2ケタの数として読んでもよい。","は金額を表す数字の中では、ochと読み、たとえば3,50は tre och femtio, 7,88はsju och åttioåttaと読む。
分数は1/2を除いて、一般に「基数＋序数-del/-delar」という形で表される。分数a/bの、分子aは基数によって表し、分母bは序数のうしろに「部分」を表す名詞delをつけたもので表す。直訳すると「a個あるb個目の部分」となる。aが1の場合は単数形の-delを用い、aが1より大きい場合はbの-delを複数形にして-delarとする。序数が三音節以上でかつ-deで終わっている場合、それに-delがつくと口調の関係で序数の末尾の-deを落として発音することがある 
| 1⁄2  | en halv,                              |
| 1⁄3  | en tredjedel                          |
| 3⁄4  | tre fjärdedelar                       |
| 2⁄5  | två femtedelar                        |
| 5⁄6  | fem sjättedelar                       |
| 4⁄7  | fyra sjundedelar                      |
| 1⁄8  | en åttondel またはen åttondedel       |
| 8⁄9  | åtta niondelar またはåtta niondedelar |
| 1⁄10 | en tiondel                            |
| 1⁄11 | en elftedel                           |
| 1⁄12 | en tolftedel                          |
| 1⁄13 | en trettondel                         |
| 1⁄14 | en fjortondel                         |
| 1⁄15 | en femtondel                          |
| 1⁄16 | en sextondel                          |
| 1⁄17 | en sjuttondel                         |
| 1⁄18 | en artondel                           |
| 1⁄19 | en nittondel                          |
| 1⁄20 | en tjugondel                          |

### 序数
1から12は以下のようにいう:
| 1      | 2     | 3      | 4      | 5>    | 6      | 7      | 8       | 9      | 10     | 11    | 12     |
| 1:a    | 2:a   | 3:e    | 4:e    | 5:e   | 6:e    | 7:e    | 8:e     | 9:e    | 10:e   | 11:e  | 12:e   |
| första | andra | tredje | fjärde | femte | sjätte | sjunde | åttonde | nionde | tionde | elfte | tolfte |

13から19までは、基数に-deをつける。（例：trettonde (13:e), fjortonde (14:e)）
20,30,…90までは、基数に-ndeをつける　（例：tjugonde (20:e), trettionde (30:e)
100と1000は基数に-deをつける。100はhundrade,1000はtusendeという。miljonは-teをつけてmiljonteという。miljardには序数が存在しない。

## 動詞
印欧語では、一般に主語の人称と数によって動詞が形を変えるが、スウェーデン語では人称と数による語形変化がなくなって一種類になっている。 法は直説法、接続法、命令法の3つがあり、時制は現在形と過去形の2つの区別がある。分詞は現在分詞と過去分詞に加えて、過去分詞に由来するがそこから分かれて複合時制である完了形を作るときにだけ用いるようになった特殊な形があり、これを完了分詞（supinum）と呼ぶ。接続法はvore（コピュラ動詞varaの接続法過去形、「～であれば」と条件を意味する場合に用いる）を除けば、日常会話では減退している。他に動詞に-sをつけると受動を表す形になる。

### 動詞の活用
スウェーデン語の動詞は大きく4つに分類することができる。
| 種類 | 現在形                         |
| ---- | ------------------------------ |
| 1    | 規則動詞, -ar                  |
| 2    | 規則動詞, -er                  |
| 3    | 短い動詞 -r                    |
| 4    | 強変化動詞・不規則動詞, -er/-r |

おおよそ動詞の8割が第一変化に属し、新しくできた動詞、また英語の動詞をそのままスウェーデン語で使う場合（chatta,チャットする）などは第一変化による。
動詞の語幹は現在形から-rをとり除いたものと同じ形と見ることができる。（例：kallar → kalla-）  現在形が-erの場合は-erごととり除く。（例：stänger → stäng-）  命令形は常に語幹と同形になる。
第一変化動詞は語幹が-aで終わる動詞である。不定詞は語幹と同形である。現在形に-rをとり、過去形は-de、完了分詞は-t, 過去分詞は-d, -t,-deである。
第二変化動詞は語幹が子音で終わり、不定詞が-aで終わる。現在形に-erをとる。 第二変化動詞はさらに2種に下位分類され、2aと2bと呼ぶ。 2a の動詞は過去形が-deで過去分詞が-d,-t,-daとなる。2bの動詞は過去形が-teで過去分詞が-t, -t,-taとなる。過去形、過去分詞形の違いは動詞の語幹の末尾の子音が有声か無声かで決まり、有声のものは2aの、無声のものは2bの形をとる。
第三変化動詞は語幹が-a以外の母音で終わるものである。不定詞は語幹と同じ形であり、現在形は-rで終わる。 過去形の語尾は-dde, 完了分詞は-tt,過去分詞の語尾は -dd, -tt, -ddaである。
第四変化動詞は強変化動詞および不規則動詞である。日常的によく用いる動詞でこのグループに含まれるものは多い。過去形また過去分詞・完了分詞で語幹の強勢のある母音を変える。varaは完全に不規則であり、ほかの動詞と同じ語形変化をしない。
| 種類          | 語幹   | 命令形 | 不定詞 | 不定詞 | 現在形  | 現在形 | 過去形  | 過去形 | 完了分詞 | 完了分詞 | 過去分詞                | 過去分詞     | 訳       |
| ------------- | ------ | ------ | ------ | ------ | ------- | ------ | ------- | ------ | -------- | -------- | ----------------------- | ------------ | -------- |
| 1             | kalla- | kalla! | kalla  | -      | kallar  | -r     | kallade | -de    | kallat   | -t       | kallad kallat kallade   | -d -t -de    | 呼ぶ     |
| 2a            | stäng- | stäng! | stänga | -a     | stänger | -er    | stängde | -de    | stängt   | -t       | stängd stängt stängda   | -d -t -da    | 閉じる   |
| 2b            | läs-   | läs!   | läsa   | -a     | läser   | -er    | läste   | -te    | läst     | -t       | läst lästa              | -t -ta       | 読む     |
| 3             | sy-    | sy!    | sy     | -      | syr     | -r     | sydde   | -dde   | sytt     | -tt      | sydd sytt sydda         | -dd -tt -dda | 縫う     |
| 4 (strong)    | stryk- | stryk! | stryka | -a     | stryker | -er    | strök   | *      | strukit  | -it      | struken struket strukna | -en -et -na  | 打つ     |
| 4 (irregular) | var-   | var!   | vara   |        | är      |        | var     |        | varit    |          | -                       |              | ～である |

*語幹の母音が交替することがある
強変化動詞は、時制によって、動詞の強勢を持つ母音を変える。英語やドイツ語と同様であり、英語やドイツ語で母音の変わる動詞は、スウェーデン語でも大体母音を変える。

### 完了分詞
完了分詞はha（有する）とともに完了形を作るときに用いられる。動詞の第1～3変化では、完了形は過去分詞の中性形と同じであり、第4変化では、語尾が-itとなり、第4変化の過去分詞の-etと異なる。しかしこの区別は標準語だけのものであり、伝統的には両者は混同されており、方言では現在も-etと-itは混用されている。

### 受動形
スウェーデン語で受動を意味する語形は大きく4つある:
1. 動詞の末尾に-sを加える。そのとき現在形の-(e)rを落とす。
2. bli (～になる) ＋過去分詞
3. vara (コピュラ) +過去分詞
4. få (得る) +過去分詞

この四者はわずかにニュアンスが異なり、-sによるものは動作自体に力点がある。bliによるものは事柄の変化に力点がある。varaによるものは動作の結果生じた状態に力点がある。
1. Dörren målas. ：ドアがだれかに塗られた
2. Dörren blir målad. ：ドアが塗られ（て色がつい）た
3. Dörren är målad：ドアが塗ってある

fåによるものは英語のget＋過去分詞に似て、主語を人間にしたい場合に用いる。

### 接続法
動詞の接続法（Konjunktiv）は現在形と過去形がある。接続法現在形は現代語では固定した言いまわしとしてまれに聞かれる程度である。動詞に-eをつける。
| 不定詞             | 直説法   | 接続法  |
| ------------------ | -------- | ------- |
| att tala, 語る     | talar    | tale    |
| att bliva,～になる | bli(ve)r | blive   |
| att skriva, 書く   | skriver  | skrive  |
| att springa, 走る  | springer | springe |
| att vara, コピュラ | är       | vare    |

接続法過去形は現在形よりは多く用いられているがそれでも標準語においては口語でも文語でも次第に少なくなってきている。弱変化動詞では、接続法過去と直説法過去が同形であり、強変化動詞では-eをとるので直説法と語形が異なっている。
| 不定詞                | 直説法 | 接続法  |
| --------------------- | ------ | ------- |
| att tala, 語る        | talade | talade  |
| att bli(va), ～になる | blev   | bleve   |
| att skriva, 書く      | skrev  | skreve  |
| att springa, 走る     | sprang | sprunge |
| att vara, コピュラ    | var    | vore    |

## 副詞
形容詞を中性単数と同じ形にするとその形容詞は動詞を修飾することができる。

## 統語
スウェーデン語ではSVOのV2語順をとる。そのため、主節では動詞が二番目におかれる。形容詞は名詞の前におかれる。詩文では音の都合で形容詞が後ろにおかれる場合もある。

## 参考書籍
- Holmes, Philip & Hinchliffe, Ian (1997) Swedish: An Essential Grammar Routledge: New York ISBN 0-415-16160-6
- Pettersson, Gertrud (1996) Svenska språket under sjuhundra år: en historia om svenskan och dess utforskande Lund: Studentlitteratur ISBN 91-44-48221-3